# Hel·leborina vermell fosc
L'hel·leborina vermell fosc (Epipactis atrorubens) és una espècie d'orquídia terrestre del gènere Epipactis, de la subfamília Epidendroideae, de la tribu Neottieae de la família Orchidaceae. Es distribueixen en les zones temperades de l'oest i centre d'Europa trobant-se en boscos i en espais oberts, amb desenvolupament sota terra, en sòls calcaris, i sovint en dunes humides a prop del mar.